# Hans Müller (Maler, 1898)
Hans Andreas Christian Müller (* 5. Dezember 1898 in Oschersleben (Bode); † 27. März 1985 in Merzig) war ein deutscher Ingenieur, Maler, Schriftsteller, Pentaloge und Anhänger der Esoterik.

## Frühe Jahre
Aus beruflichen Gründen zog die Familie nach Aachen, als Hans Müller vier Jahre alt war. Müller interessierte sich früh für die Natur und erkundete schon in seiner Kindheit das Hohe Venn. Bei einer seiner Wanderungen lernte er einen Studenten kennen, der ihn mit der Gedankenwelt der Wandervogelbewegung, der Freimaurer und der Rosenkreuzer vertraut machte. Müller schrieb im September 1969 in einem Vorwort zum ersten Band seines Werks „Die Kosmischen Prinzipien“, er habe bereits früh empfunden, dass nichts ohne System sein könne, dass eine so gigantische Schöpfung sich nicht aus sich selber bilden und regieren könne, dass Mystik gar nicht okkult sein brauche, weil sie auf natürlichen Vorgängen beruhe. Pfarrer Karl Hermann Gries (1868–1936) aus Roetgen soll ihn in seiner Arbeit unterstützt und gefördert haben.

## Studienzeit
Müller erhielt eine Ausbildung als Maschinenbauingenieur. Er führte die Bezeichnung Ing.als Zusatz zum Namen. Ein Studium an einer Aachener Hochschule konnte bisher aber nicht nachgewiesen werden. Er soll nach Aussagen von Menschen, die ihn kannten, auch in der Studienzeit Geheimbünden bzw. einer Loge anhängig gewesen sein.  Vom Ersten Weltkrieg blieb er wegen seines Alters verschont, trat aber nach dessen Ende und der folgenden Besetzung des Rheinlandes durch Frankreich und Belgien dem Widerstand bei und kämpfte aktiv gegen die Ruhrbesetzung. Mit etwa 24 Jahren soll er – laut mündlichen Erzählungen von seinen Schülern und Schülerinnen – am Frankfurter Städel bei dem Maler Georg Poppe für ca. ein Jahr Malunterricht genommen haben. Dieser lebte ab 1911 in Frankfurt. Dann – so heißt es in gedruckten Lebensläufen, die in Ausstellungskatalogen zu Ausstellungen seiner Bilder erschienen – lernte er in Koblenz bei dem Bildhauer Toni Christmann (1894–1984), ein weiteres Jahr. Dieser zog aber erst Ende der 30er Jahre nach Koblenz, sodass davon ausgegangen werden muss, dass Hans Müller einen Teil seines Lebens verschleiern wollte bzw. bis lange nach seinem Tod erfolgreich zu verschleiern wusste. Dieser Teil seines Lebens betrifft die Zeit von dem Moment an, ab dem er von seiner Frau Katharina getrennt lebte bis etwa zu seinem Vortrag für die Fraternitas Saturni zum 644. Todestag von Jacques de Molay im März 1958. Von da an trat er in die Öffentlichkeit.
Er hatte mit seiner ersten Frau Katharina, die er 1925 in Aachen heiratete, zwei Söhne, Helmut (1932–2005) und Siegbert († 1950). 

## Hans Müller als Esoteriker
Seine Mitgliedschaft in dem Geheimbund der Fraternitas Saturni während der Zeit des Gregor A. Gregorius ist ein Teil in der Entwicklung seines weiteren Lebens. Er wurde in die Loge eingewiesen und wurde bis zum Magister Gnostikus befördert, was damals dem 8. Grad (heute dem 25. Grad) entsprach, also der Person, die direkt dem Großmeister Magister Aquarii untersteht. Es gab an dieser Stelle ein ernstzunehmendes Zerwürfnis mit Gregorius, da dieser als Meister vom Stuhl Hans Müllers Ausscheiden aus der Bruderschaft sanktionieren wollte. Dies könnte als eine Art Prüfung verstanden werden, die zu bestehen Hans Müller letztlich berechtigte, seine Erkenntnisse in der pentadischen Lehre, auch genannt der Pentalogie niederzulegen und zu veröffentlichen. Nachlesbar ist aber, dass so viel über die Krankheit des Großmeisters Gregorius gemunkelt wurde, dass es in der Grosche-Biographie von Popiol und Schrader erwähnt wird
Hans Müller wohnte und arbeitete Ende der 1920er, Anfang der 1930er Jahre als Frater Johannes in Berlin nahe der Loge, hielt Logenvorträge und verfasste kleine Lehrhefte oder Artikel. Dann verliert sich sein Name in der Biographie von Eugen Grosche, und er taucht erst später als Bruder Nezah wieder auf, der 1958 in Gelsenkirchen einen Vortrag über den „Hüter der Schwelle“ (Saturn) gehalten hat. Die Berliner Illustrierte Nachtausgabe berichtet am 3. und 4. Dezember 1928 von Hans Müller, der in einen Vergiftungsfall verwickelt gewesen sein soll, was sich im Laufe der Ermittlungen als falsch herausstellte. Dieser Fall sorgte jedoch für Publizität.

## Geistiges Schaffen und Lebenswege
In der Margaretenstraße in Gelsenkirchen lebte Hans Müller seit 1955 mit seiner zweiten Frau Gertrud, geborene Schmidtmann, die er 1937 in Gelsenkirchen geheiratet hatte, und übertrug seine Kenntnisse über Naturgesetze auf Beobachtungen menschlichen Verhaltens, als 1960 Christa Weise zu ihm fand. In Gemeinschaftlichkeit erarbeiteten die beiden eine Änderung der bisherigen Lehre über das somatische Pentagramm und bauten die Manuskripte für das tellurische System aus. Diese Dreiergruppe zog 1963 nach Saarbrücken, Riegelsbergerstr. 112 und kurz darauf nach Merzig/Saar in die Wilhelmstraße 46.
Es kamen viele Schüler in die Wilhelmstrasse, manche öfter als andere, sodass von innerem (erstem) und zweitem Kreis um Müller gesprochen wurde. Zum inneren Kreis gehörten Henning und Inge Peters, Eduard und Marie-Claire Degott, Illa von Herzberg, Nina Weigel-Tichy, Gernot Brammer und Claus Steinmetz. Drei Männer, die sich heute noch mit Pentalogie beschäftigen, aber nicht zum inneren/ersten Kreis gehörten, sind Josef Krancher, Karl-Heinz Schreiner und Engelbert Ebbeler (hatte früher eigene Homepage mit seiner Frau und einen Auftritt unter www.hauszwischendengrenzen.de).
In diesem Haus kam es zu intensiven Entwicklungen. Zu dieser Zeit wurde das Haus in der Wilhelmstrasse zum Institut für Pentalogie und die Gesellschaft Penta zur Weiterentwicklung der Pentalogie sowie zum Schutz der Lehre und der Lehrenden gegründet (1965). In der Schweiz wurde das Haus von Fritz Guggisberg ebenfalls zum Institut für Pentalogie ernannt (1. Mai 1965: Pentade Nr. 38). Im Eigenverlag gab Hans Müller seine Werke sowie Lehrmaterial für die Studierenden der Pentalogie heraus. Es gab Arbeitskreise, in denen Pentalogie gelehrt und pentadische Arbeitsweise erlernt wurde. Die Zeitschrift Die Pentade wurde von der Gesellschaft Penta herausgegeben. Alle Druckwerke wurden im Hause, im Verlag Hans Müller Ing. in Merzig/Saar, gedruckt.

## Die Pentalogie
Der Begriff Pentalogie ist ein von Müller geprägter Neologismus für den von ihm vertretenen Zweig der Esoterik. Zitat: „Pentalogie ist die Begriffsbezeichnung für die Erforschung des menschlichen Wesens nach dessen eigenem Struktur-System analog zu der geometrischen Fünfheit und dem dekadischen System der Zahlen.“ (Lehrheft 1, S. 9, 1967)
Die geometrische Fünfheit des Pentagramms entspricht dem menschlichen Körper, der mit gespreizten Beinen, nach den beiden Seiten ausgestreckten Armen und dem Kopf selbst ein Pentagramm darstellt. Nach seinen Thesen ist so ein System zur Erschließung der eigenen geistigen, seelischen und körperlichen Anlagen entstanden, und darüber hinausgehend auch eine Analyse gesellschaftlicher und politischer Vorgänge möglich.
Hauptwerke
- Buch Pente (11 Bände): esoterischer Einstieg in das pentadische System (als Kontrast zu den weiteren Werken), Schöpfungsgeschichte, ausführliche theosophische Kosmologie.
- Die Kosmischen Prinzipien: Abhandlung der geistigen menschlichen Schöpfungsgeschichte, Kosmogenese, allgemeine Bemerkungen zur Herkunft der menschlichen Spezies, bzw. zur Entwicklungsmöglichkeit des Teils des Spezies, der ihn von anderen fühlenden Lebewesen dieser Erde unterscheidet.
- Die 47 Menschentypen: Anhand der Geburtszahlen (nach abendländischer Zeitrechnung, also TT.MM.JJJJ) entsteht eine Typologie, die auf die mitgebrachte geistige Wesensstruktur des Einzelnen hinweist. Insgesamt gibt es 72 Menschentypen, die bislang aber noch nicht alle auf der Erde als Haupttyp erschienen sind. Zu Zeiten von Hans Müller waren 47 Menschentypen entwickelt, weswegen das Buch auch so heißt. Am 29. September 1999 erschien zum ersten Mal der 48. Typ. Er ist im Buch bereits enthalten.
- Zahlen – Planeten – Prinzipien – Zeiten – Schicksale: Arbeiten zur Numerologie in 4 Teilen. Teil I viele allgemeine Themen, Teil II die Grundzahlen von 0 bis 10, Teil III Zwischenzahlen 11 und 12 und Teil IV die Doppelzahlen von 13 bis 99
- Das Strahlende System des Menschlichen Geistes (6 Bände): Hier finden sich Informationen zu Aura, Chakren, Körperungen (geometrische Prinzipverknüpfungen -> Trigolone) und Leibungen im Energiekörper des Menschen, zu Kraftlinien und Geistwandel und -wanderung, zu einer Anderen Seite der Prinzipien, wie sie in den „Kosmischen Prinzipien“ oder in der „Numerologie“ beschrieben sind.

## Späte Jahre und Tod

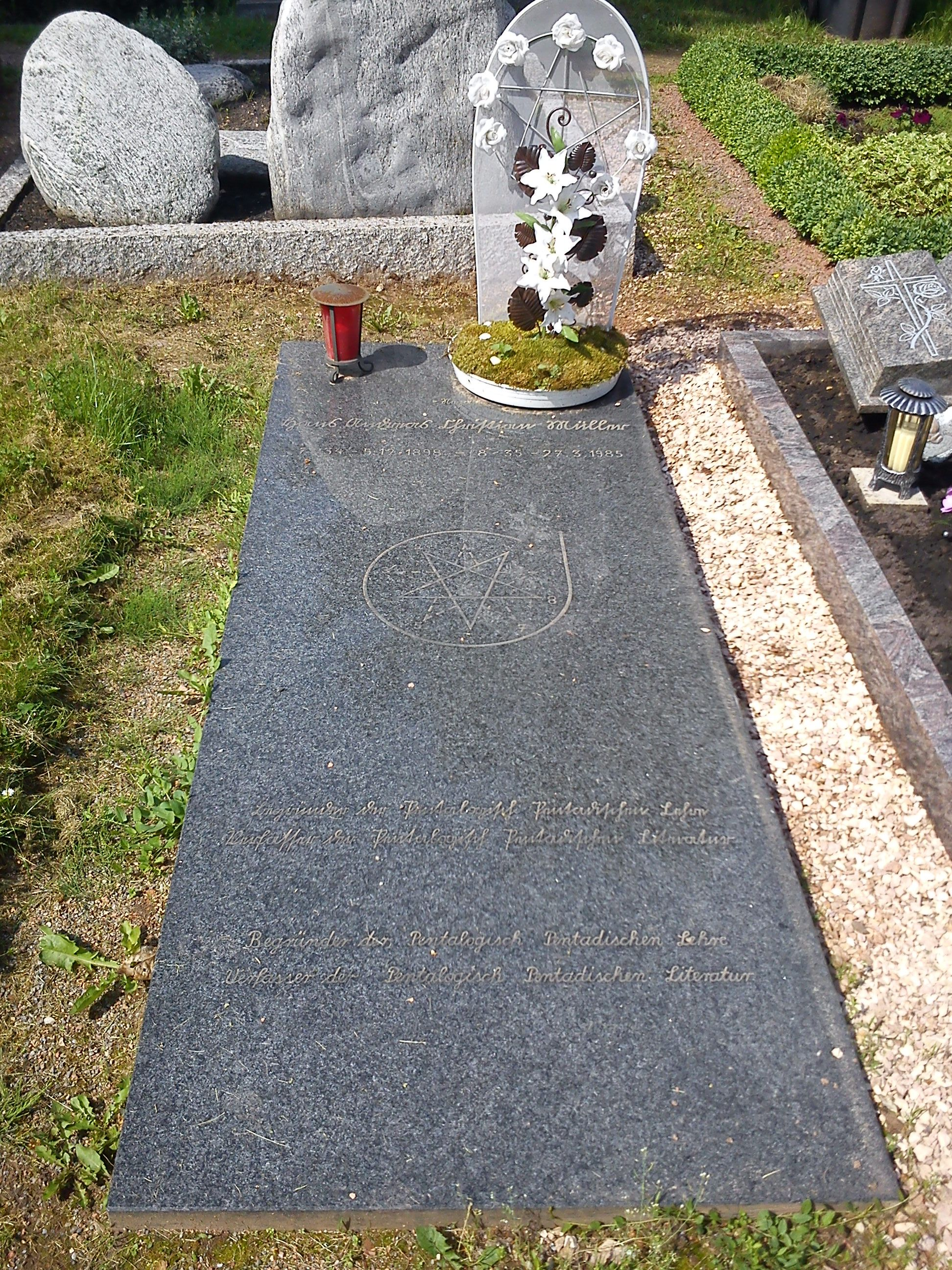
Grab von Hans Müller auf dem Friedhof in Merzig/Saar

Müller verbrachte die Zeit zwischen 1974, als Christa Weise und Claus Steinmetz wegen unterschiedlicher Ansichten auszogen, und 1980 mit wechselnden Betreuern, die mehrere Jahre oder auch nur kurz bei ihm blieben und halfen, darunter Almuth Richter, Patrick Fassel und Karl-Heinz Schreiner. 1980 zog Barbara Wacker alias Iris Sedella bei ihm ein und blieb bis zu seinem Tod am 27. März 1985 bei ihm. In dieser Zeit entstand ein neuer, junger Kreis um Hans Müller. Barbara Wacker veröffentlichte ein Buch über den Verlag (Gedanken durch die Pentalogie Hans Müller) und fasste das pentadische Grundwissen in mehreren umfangreichen Bänden zusammen. Es sind Gedichte und Bilder von Hans Müller eingefügt, die die Bände auflockern.

## Der Maler
Hans Müller malte in den 1960er und 1970er Jahren sehr viele Ölgemälde. Seine Werke, die in einigen Ausstellungen in Deutschland, in Spanien und in Amerika zu sehen waren wurden als psychodynamische Malerei bezeichnet (Ausstellungskatalog „situatzione simbolo“, Milano Nov 1973, Edizioni Centro Culturale San Fedele, Galleria San Fedele, Via Ulrico Hoepli, 3/5, 20121 Milano).
Es lassen sich drei bis vier Arten von Motiven bei den Ölbildern differenzieren: pompöse und farbenprächtige Mandalas. Ein Zeitungsartikel zur Ausstellung 2015 zeigt eins der vielen, ebenso wie ein Flyer der Stadtbücherei Merzig.

Thematische Motive stehen als zweite Gruppe für sich und stellen bis auf wenige Ausnahmen zeitlose Situationen oder Gesichter dar.
Wirkende Meister, das Janusprinzip, die Trigolone und Dämon Intellekt sind Beispiele für Bilder, auf denen ausschließlich Gesichter zu sehen sind. Viele Gesichter zeichnen sich durch prägnante Augen aus, die in einem naiven Gesicht einen prominenten Platz einnehmen und den Eindruck der tatsächlichen Präsenz eines Wesens hinter bzw. in der Abbildung erwecken. Szenenbilder sind in der Regel symbolisch beladen. So wird das kollektive Unterbewusste als Gruppe gieriger Wölfe dargestellt, die letzten drei Zeitalter (Äone) mit den sie darstellenden Zeichen Widder, Fische und für Wassermann der Krug, der ausgegossen wird, abgebildet. Vereinfachungen, wie z. B. ein dunkles Loch im Boden vor einem alten Mann weist auf den bevorstehenden Tod des Malers hin, oder eine mit Flügeln ausgestattete Frau hinter einem, in Meditationshaltung sitzenden Mann, der über einer breiten Menschenmasse auf einem hohen Berg thront, soll verdeutlichen, dass auch der mächtigste Mann nicht ohne seine Anima zu voller Größe gelangen kann.
Des Weiteren gibt es eine ganze Reihe psychodelischer Landschaften oder Gebilde. Sie zeichnen sich durch eine eigenwillige Farbgebung aus und sollen keine realen Landschaften, sondern Energiekomplexe oder astrale Flora und Fauna darstellen. In seinen Ölbildern sind nur wenige oder überhaupt keine Grüntöne zu finden.
Sein Schüler und langjähriger Freund Josef L. Krancher organisierte viele der Ausstellungen, darunter mehrere Ausstellungen in der Galerie Medici in München, die er von 1969 bis 1973 leitete, sowie Ausstellungen in der Theatergalerie des Theaters an der Machnerstraße in Hamburg, in der Siemens Galerie der Siemensdirektion in München, im Atelier Möhring in Wiesbaden, im Volksbildungsheim Heidelberg, im Haus Dornbusch Frankfurt, im Maison Planete Paris und in Mailand im Jesuitenkloster (Wandelgänge) zusammen mit Kollegen wie Guy Harloff oder Walter Wegmüller. Auch in Los Angeles, USA, konnte er ausstellen, zusammen mit Sigrid Dietz.
Die aktive Malerzeit hörte zu Beginn der 1980er Jahre auf.

## Schriften (Auswahl)
- Lehrheft 1/2, 3/4, 5/6. Selbstverlag, Merzig
- Logenschul Vortrag. Esoterischer Verlag, 2006, ISBN 3-932928-32-6.